# جيمي بلومفيلد
جيمي بلومفيلد (بالإنجليزية: Jimmy Bloomfield)‏ (15 فبراير 1934 في المملكة المتحدة - 3 أبريل 1983 في المملكة المتحدة) هو مدرب كرة قدم ولاعب كرة قدم بريطاني في مركز الوسط. لعب مع برمنغهام سيتي ونادي أرسنال ونادي برينتفورد ونادي بليموث أرجايل ونادي ليتون أورينت ووست هام يونايتد.

## وصلات خارجية
- جيمي بلومفيلد على موقع قاعدة بيانات كرة القدم.إي يو (الإنجليزية)
- جيمي بلومفيلد على موقع Soccerbase.com (مدرب) (الإنجليزية)
- جيمي بلومفيلد على موقع عالم كرة القدم.نت (الإنجليزية)